# Danh sách sân golf tại Việt Nam
Hiện nay, Việt Nam có 58 sân golf thuộc 24 tỉnh, thành, và đang sử dụng 9,27 nghìn ha đất, với sân golf đầu tiên là Đà Lạt Palace Golf Course nằm ở Đà Lạt. Sau đây là danh sách một số các sân golf đang hoạt động tại Việt Nam:
| STT                     | Tên sân golf                                 | Tọa lạc                                                      | Diện tích             | Số lỗ                 | Tình trạng            |
| Các sân Golf miền Bắc   | Các sân Golf miền Bắc                        | Các sân Golf miền Bắc                                        | Các sân Golf miền Bắc | Các sân Golf miền Bắc | Các sân Golf miền Bắc |
| ----------------------- | -------------------------------------------- | ------------------------------------------------------------ | --------------------- | --------------------- | --------------------- |
| 1                       | Sapa Grand Golf Course                       | Tổ 9, Thị trấn Bát Xát, Bát Xát, Lào Cai                     | 84 ha                 | 18                    | Đang hoạt động        |
| 2                       | Stone Valley Golf & Resort                   | Tổ dân phố số 5, Thị trấn Ba Sao, Kim Bảng, Hà Nam           | 200 ha                | 36                    | Đang hoạt động        |
| 3                       | Stone Highland Việt Yên                      | Việt Yên, Bắc Giang                                          | 141,4 ha              | 36                    | Đang hoạt động        |
| 4                       | Tam Đảo Golf Resort                          | Hợp Châu, Tam Đảo, Vĩnh Phúc                                 | 7200 thước Anh        | 18                    | Đang hoạt động        |
| 5                       | Chí Linh Star Golf                           | Phường Sao Đỏ, thị xã Chí Linh, tỉnh Hải Dương               | 325 ha                | 36                    | Đang hoạt động        |
| 6                       | BRG Kings Island Golf                        | Đồng Mô, Sơn Tây, Hà Nội                                     | 350 ha                | 54                    | Đang hoạt động        |
| 7                       | BRG Legend Valley                            | Tượng Lĩnh, Kim Bảng, Hà Nam                                 |                       |                       |                       |
| 8                       | Hà Nội Golf Club                             | Minh Trí, Sóc Sơn, Hà Nội                                    | 108ha                 | 27                    | Đang hoạt động        |
| 9                       | Phoenix Golf and Resorts                     | Lam Sơn, Lương Sơn, Hòa Bình                                 | 311,7 ha              | 54                    | Đang hoạt động        |
| 10                      | Đầm Vạc (Heron Lake) Golf Club               | Đình Ấm, Khai Quang, Vĩnh Yên, Vĩnh Phúc                     | 90ha                  | 18                    | Đang hoạt động        |
| 11                      | Tràng An Golf & Country Club                 | Nho quan, Ninh Bình                                          | 150ha                 | 36                    | Đang hoạt động        |
| 12                      | Vân Trì Golf Club                            | Kim Nỗ, Đông Anh, Hà nội                                     |                       | 18                    | Đang hoạt động        |
| 13                      | Sky Lake Resort Golf Club                    | Chương Mỹ, Hà nội                                            |                       | 36                    | Đang hoạt động        |
| 14                      | Đồ Sơn Seaside Golf Resort                   | Ngọc Xuyên, Đồ Sơn, Hải Phòng                                |                       | 18                    | Đang hoạt động        |
| 15                      | Sông Giá Resort Complex Golf & Country       | chợ Tổng,Lưu Kiếm, Thủy Nguyên, Hải Phòng                    |                       | 27                    | Đang hoạt động        |
| 16                      | Móng Cái International Golf Club             | Trà Cổ, Móng Cái, Quảng Ninh                                 | 7204 thước Anh        | 18                    | Đang hoạt động        |
| 17                      | Sân golf Hoàng Gia (Royal Golf Club)         | Tam Điệp, Ninh Bình                                          | 670ha                 | 36                    | Đang hoạt động        |
| 18                      | BRG Legend Hill Golf Resort (Soc Son course) | Sóc Sơn, Hà Nội                                              |                       | 18                    | Đang hoạt động        |
| 19                      | Long Bien Golf Course                        | Long Biên, Hà Nội                                            |                       | 27                    | Đang hoạt động        |
| 20                      | Vinpearl Golf Hải Phòng                      | Vũ yên, Hải Phòng                                            |                       | 18                    | Đang hoạt động        |
| 21                      | YenBai Star Golf and Resort                  | Yên Bái                                                      |                       | 18                    | Đang hoạt động        |
| 22                      | Dai Lai Star Golf & Country Club             | Vĩnh Phúc                                                    |                       | 27                    | Đang hoạt động        |
| 23                      | FLc Hạ Long Golf                             | Hạ Long,Quảng Ninh                                           |                       | 18                    | Đang hoạt động        |
| 24                      | FLC Sầm Sơn Thanh Hóa                        | Sầm Sơn,Thanh Hóa                                            |                       | 18                    | Đang hoạt động        |
| 25                      | Hilltop golf club                            | Hòa Bình                                                     |                       | 18                    | Đang hoạt động        |
| 26                      | Tuan chau golf club                          | Tuần Châu, Quảng Ninh                                        |                       | 18                    | Đang xây dựng         |
| Các sân Golf miền Trung |                                              |                                                              |                       |                       |                       |
| 1                       | Cửa Lò Golf Resort                           | Bình Minh, Cửa Lò, Nghệ An                                   | 133 ha                | 18                    |                       |
| 2                       | Laguna Lăng Cô Golf Resort                   | Thôn Cù Dù, Xã Lộc Vĩnh, huyện Phú Lộc, Thừa Thiên Huế       | 7000 thước Anh        | 18                    |                       |
| 3                       | Montgomerie Links                            | Điện Ngọc, Điện Bàn, Quảng Nam                               | ha                    | 18                    |                       |
| 4                       | Đà Nẵng Golf Club                            | Sơn Trà, Điện Ngọc, Hòa Hải, Ngũ Hành Sơn, Đà Nẵng           | 150 ha                | 18                    |                       |
| 5                       | Sân golf FLC Quảng Bình                      | Quảng Bình                                                   |                       | 36                    |                       |
| 6                       | Sân golf FLC Quy Nhơn                        | Quy Nhơn,Bình Định                                           |                       | 36                    |                       |
| Các sân golf Miền Nam   |                                              |                                                              |                       |                       |                       |
| 1                       | Vinperl Golf Club                            | Đảo Hòn Tre, Nha Trang, Khánh Hòa                            | 182ha                 | 18                    |                       |
| 2                       | Diamond Bay                                  | Nguyễn Tất Thành, Phước Hà, Phước Đông, Nha Trang, Khánh Hòa | 76ha                  | 18                    |                       |
| 3                       | Sea Links Golf & Country Club                | Mũi Né, Bình Thuận                                           | 7671 thước Anh        | 18                    |                       |
| 4                       | Du Parc Golf Club Ocean Dunes                | Phan Thiết, Bình Thuận                                       | 6746 thước Anh        | 18                    |                       |
| 5                       | Đà Lạt Palace Golf Course                    | Phù Đổng Thiên Vương, Đà Lạt, Lâm Đồng                       | 7009 thước Anh        | 18                    |                       |
| 6                       | Long Thành Golf Resorts                      | Long Thành, Đồng Nai                                         | 350ha                 | 36                    |                       |
| 7                       | Bo Chang Dong Nai Golf Resort                | Trảng Bom, Đồng Nai                                          | 300ha                 | 27                    |                       |
| 8                       | Sông Bé Golf Resort                          | Thuận An, Bình Dương                                         |                       | 27                    |                       |
| 9                       | Taekwang Jeongsan Country Club               | Nhơn Trạch, Đồng Nai                                         | 7500 thước Anh        | 18                    |                       |
| 10                      | Twin Doves Golf Club                         | Thủ Dầu Một, Bình Dương                                      | 165ha                 | 27                    |                       |
| 11                      | Vietnam Golf & Country Club                  | Thủ Đức, TP Hồ Chí Minh                                      | 300ha                 | 36                    |                       |
| 12                      | Paradise Golf Resort                         | Vũng Tàu, Bà Rịa-Vũng Tàu                                    |                       | 27                    |                       |
| 13                      | Sân golf Tân Sơn Nhất                        | Tân Bình, Thành phố Hồ Chí Minh                              |                       | 36                    |                       |
| 14                      | Sân Golf NovaWorld Phan Thiết                | Xã Tiến Thành, TP. Phan Thiết, Bình Thuận                    |                       | 36                    | Đang hoạt động        |
| 15                      | KN Golf Links - Cam Ranh                     | Bãi Dài, Cam Nghĩa, Cam Ranh, Khánh Hòa                      |                       | 27                    | Đang hoạt động        |